# مالدون وكيلمسفورد الشرقية (دائرة انتخابية في المملكة المتحدة)
مالدون وكيلمسفورد الشرقية (بالإنجليزية: Maldon and East Chelmsford)‏ هي إحدى الدوائر الانتخابية في المملكة المتحدة الممثلة في مجلس العموم في برلمان المملكة المتحدة.
عضو البرلمان الذي يمثلها حالياً هو :Mr John Whittingdale (Con).